# Frank B. Brandegee

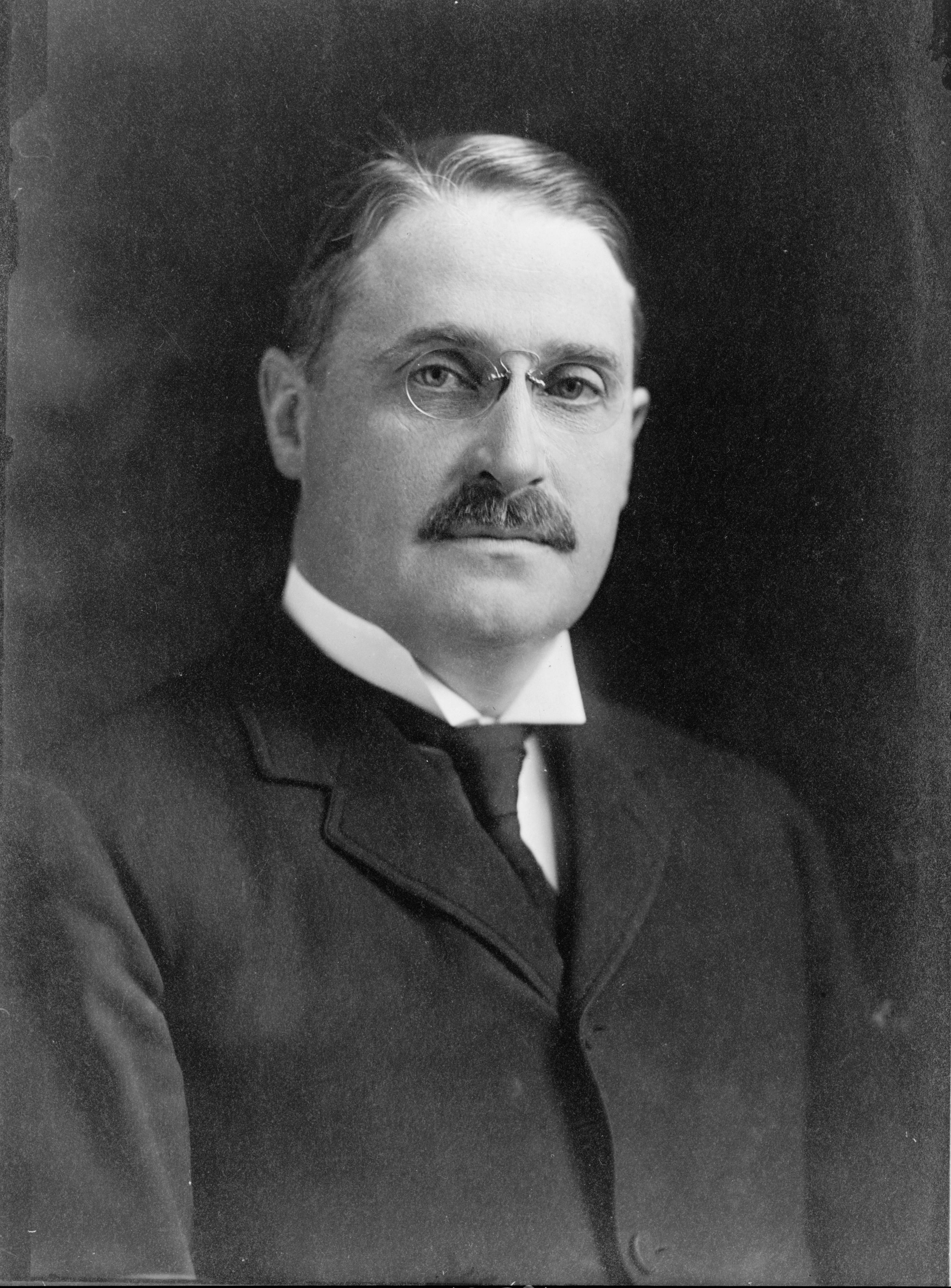
Frank B. Brandegee

Frank Bosworth Brandegee (* 8. Juli 1864 in New London, Connecticut; † 14. Oktober 1924 in Washington, D.C.) war ein US-amerikanischer Politiker der Republikanischen Partei. Er vertrat den Bundesstaat Connecticut in beiden Kammern des Kongresses.
Frank Brandegee, dessen Vater Augustus Brandegee bereits als Politiker in Connecticut aktiv gewesen war, besuchte nach dem Schulbesuch das Yale College und graduierte dort 1885. Nach erfolgreichem Jura-Studium wurde er 1888 in die Anwaltskammer aufgenommen und begann in seiner Heimatstadt New London zu praktizieren.
Seine politische Laufbahn begann 1888 mit der Wahl ins Repräsentantenhaus von Connecticut, dem er ein Jahr lang angehörte. Von 1889 bis 1893 sowie von 1894 bis zu seinem Rücktritt 1897 war er Corporation Counsel von New London, also oberster juristischer Vertreter der Stadt vor Gericht in zivilrechtlichen Fragen. 1899 war er erneut Mitglied des Repräsentantenhauses, diesmal überdies als Speaker. 1901 wurde er wiederum Corporation Counsel von New London; im folgenden Jahr legte er dieses Amt ein weiteres Mal nieder, nachdem er ins Repräsentantenhaus der Vereinigten Staaten gewählt worden war. Dort nahm er ab dem 4. November 1902 den Platz des verstorbenen Charles A. Russell ein. Brandegee wurde zweimal wiedergewählt, schied aber am 10. Mai 1905 aus der Kammer aus, um innerhalb des Kongresses in den Senat zu wechseln. Dort folgte er mit Orville H. Platt erneut auf einen verstorbenen Parlamentarier.
In den Jahren 1908, 1914 und 1920 wurde Frank Brandegee jeweils in seinem Amt bestätigt. Während seiner 19 Jahre als Senator war er Präsident pro tempore des Senats zwischen 1919 und 1921 und Vorsitzender verschiedener Ausschüsse, so des Ausschusses für Forstwirtschaft und den Schutz des Wildes (1905–1911), interozeanische Wasserstraßen (1911–1913), des Ausschusses für pazifische Eisenbahnstrecken (1913–1919), des Ausschusses für die Kongressbibliothek (1919–1923) und des Justizausschusses (1923–1925).
Am 14. Mai 1924 beging Frank Brandegee in Washington durch eine Gasvergiftung Suizid. Er wurde in seiner Heimatstadt New London beigesetzt. Neben seiner angeschlagenen Gesundheit wurde vermutet, dass finanzielle Probleme aufgrund fehlgeschlagener Investitionen eine Rolle gespielt hätten.